# Mary Peters Fieser
Mary Peters Fieser (27 mai 1909 - 22 mars 1997) est une chimiste américaine surtout connue pour les nombreux livres qu'elle a écrits avec son mari Louis Fieser.

## Biographie
Elle est née Mary Peters en 1909 à Atchison, Kansas. Son père, Robert Peters, est professeur d'anglais à l'université. La famille déménage ensuite à Harrisburg, en Pennsylvanie, lorsqu'il accepte un poste à l'Université Carnegie-Mellon. Mary et sa sœur Ruth font leurs études dans un lycée privé pour filles et poursuivent toutes deux leurs études au Collège Bryn Mawr. Mary est diplômée de Bryn Mawr en 1930 avec un BA en chimie.
C'est à Bryn Mawr que Mary Peters rencontre son futur mari, un professeur de chimie qui devient son mentor. Lorsque Louis Fieser quitte Bryn Mawr en 1930 pour rejoindre la faculté de l'Université Harvard, Mary Peters décide de le suivre et de poursuivre des études supérieures en chimie. Elle doit s'inscrire officiellement au Radcliffe College voisin afin de suivre des cours de chimie à Harvard et n'a pas pu échapper à la discrimination sexuelle de son époque. Un professeur de chimie analytique en particulier, Gregory Baxter, ne lui permet pas d'entrer dans le laboratoire avec les étudiants masculins : elle devait mener ses expériences (sans supervision) dans le sous-sol désert d'un immeuble voisin. Elle obtient une maîtrise Radcliffe en chimie en 1936, mais décide de ne pas poursuivre un doctorat.
Mary Peters épouse son mentor en 1932 et leur collaboration scientifique se poursuit jusqu'à la mort de Louis Fieser en 1977. Leurs premières recherches portent sur la chimie des quinones  et des stéroïdes et ils développent des synthèses de vitamine K, de cortisone et du composé antipaludéen lapinone. Cependant, les Fieser sont surtout connus pour leurs nombreux livres. Leur premier manuel commun, Organic Chemistry (1944) est reconnu des deux côtés de l'Atlantique en raison de l'originalité dans la présentation du matériel, et connait de nombreuses éditions. En 1967, les Fieser commencent à publier Reagents for Organic Synthesis et produisent six volumes avant la mort de Louis Fieser. Mary Fieser poursuit le projet avec des collaborateurs. Ils publient également un Style Guide for Chemists en 1959 ainsi qu'une monographie fondatrice sur les stéroïdes la même année.
Mary Fieser n'a jamais eu de poste rémunéré à Harvard, bien qu'elle ait reçu le titre de chercheuse en chimie environ vingt-neuf ans après avoir commencé à y travailler. Elle reçoit la Médaille Garvan-Olin de l'American Chemical Society en 1971 et le laboratoire Louis et Mary Fieser pour la chimie organique de premier cycle à l'Université de Harvard porte leurs noms conjoints. En 2008, le département de chimie et de biologie chimique de Harvard crée la bourse postdoctorale Mary Fieser pour soutenir les femmes et les minorités sous-représentées en chimie.
Mary Fieser est décédée le 22 mars 1997 à Belmont, Massachusetts. Elle n'a jamais eu d'enfants, mais a toujours été entourée de chats, dont les illustrations se sont retrouvées dans les préfaces de plusieurs de ses livres.